# Kursy Wołyńskiej Szkoły Podchorążych Rezerwy Artylerii
Wołyńska Szkoła Podchorążych Rezerwy Artylerii im. Marcina Kątskiego – szkoła podchorążych rezerwy artylerii Wojska Polskiego II RP.
Poniżej znajduje się lista kursów Wołyńskiej Szkoły Podchorążych Rezerwy Artylerii:

## I Kurs (1926-1927)
I Kurs Wołyńskiej Szkoły Podchorążych Rezerwy Artylerii - wykaz absolwentów I Kursu Wołyńskiej Szkoły Podchorążych Rezerwy Artylerii w garnizonie Włodzimierz Wołyński, w latach 1926-1927.
Pierwszy kurs utworzono w strukturze dwóch plutonów artylerii konnej:
pluton artylerii konnej w 2. baterii
- kpt. Stanisław Ostapowicz – dowódca
- por. Tadeusz Ostrowicz
- por. Marian Domagalski
- por. Marian Grossman
- ogn. Franciszek Bona – szef baterii

pluton artylerii konnej w 4. baterii
- kpt. Leon Nowak – dowódca
- por. Józef Grieb
- por. Marian Link
- por. Marian Zajączkowski

Kurs ukończyło 53 podchorążych, w tym 17 z 2. baterii i 36 z 4. baterii.
Podchorążowie (w nawiasach podano przydziały po ukończeniu szkoły):

- plut. pchor. Roman Bukowski - 1 dak
- plut. pchor. Włodzimierz Boerner - 5 dak
- kpr. pchor. Stefan Chajęcki - 12 dak
- plut. pchor. Zygmunt Chaliński - 2 dak
- plut. pchor. Walerian Czarnecki - 13 dak
- plut. pchor. Michał Czerkawski - 6 dak
- plut. pchor. Jan Gumiński - 12 dak
- plut. pchor. Władysław Groyecki - 5 dak
- plut. pchor. Józef Góralczyk - 5 dak
- plut. pchor. Mieczysław Jankowski - 1 dak
- plut. pchor. Józef Kopeć - 13 dak
- plut. pchor. Zbigniew Krasuski - 12 dak
- plut. pchor. Tadeusz Kowalski - 10 dak
- plut. pchor. Jerzy Łotocki - 13 dak
- plut. pchor. Teodor Marcinkowski - 2 dak
- plut. pchor. Kazimierz Majewski - 10 dak
- plut. pchor. Nikodem Nowotarski - 2 dak
- plut. pchor. Stanisław Paczoski - 5 dak
- plut. pchor. Ignacy Potocki - 5 dak
- plut. pchor. Karol Rassowski - 13 dak
- plut. pchor. Marian Rollinger - 6 dak
- plut. pchor. Tadeusz Rozwadowski - 6 dak
- plut. pchor. Roman Sołtan - 1 dak
- kpr. pchor. Zygmunt Śpiewakowski - 1 dak
- plut. pchor. Marian Serbeński - 6 dak
- plut. pchor. Stefan Wolski - 2 dak
- plut. pchor. Józef Wierciński - 2 dak
- plut. pchor. Witold Witwicki - 1 dak
- plut. pchor. Andrzej Zamoyski - 5 dak
- pchor. Stanisław Modzelewski - 12 dak (zginął)
- pchor. Aleksander Muszyński - 1 dak (zginął)

## II Kurs (1927-1928)
Wykaz absolwentów II Kursu Wołyńskiej Szkoły Podchorążych Rezerwy Artylerii w garnizonie Włodzimierz Wołyński, w latach 1927–1928.
Słuchacze II kursu tworzyli jeden pluton artylerii konnej w 1 baterii. Kurs ukończyło 417 podchorążych, lecz ich wykaz pozostaje nieznany. Znana jest natomiast obsada personalna 1 baterii.
- mjr Leon Nowak – dowódca
- kpt. Mieczysław Podewski
- por. Józef Grieb
- por. Szczepan Malinowski
- por. Eleutariusz Mandat
- ogn. Stefan Czaczkowski – szef baterii

Podchorążowie:
por. Kazimierz Makarowski - 1 Morski pułk strzelców (od 1936)
Ponadto w 1928 SPR ukończył por. Marian Paszkiewicz.

## III Kurs Wołyńskiej Szkoły Podchorążych Rezerwy Artylerii
Wykaz absolwentów III Kursu Wołyńskiej Szkoły Podchorążych Rezerwy Artylerii w garnizonie Włodzimierz Wołyński, w latach 1928–1929.
III Kurs ukończyło 717 podchorążych. Prymusem został plut. pchor. Wacław Setkiewicz.
Pełny wykaz podchorążych 1 baterii, którzy po zakończeniu szkolenia skierowani zostali na praktyki do dywizjonów artylerii konnej:

- kpr. pchor. Jerzy Anczykowski - 4 dak
- kpr. pchor. Jerzy Axentowicz - 5. dak
- kpr. pchor. Zygmunt Bełdycki - 4 dak
- plut. pchor. Ferdynat Boruszczak - 1 dak
- kpr. pchor. Tadeusz Bukowski - 4 dak
- plut. pchor. Jan Burdza - 10 dak
- plut. pchor. Zygmunt Buttler - 10 dak
- kpr. pchor. Stanisław Byszewski - 12 dak
- kpr. pchor. Witold Czarkowski - 2 dak
- kpr. pchor. Wacław Czerwiński - 11 dak
- kpr. pchor. Ludwik Robert Fiszkal - 7 dak
- plut. pchor. Stanisław Flach - 3 dak
- kpr. pchor. Florian Frankowski - 11 dak
- kpr. pchor. Jakub Fridson - 14 dak
- plut. pchor. Stanisław Gabryel - 4 dak
- plut. pchor. Jerzy Gronziewicz - 13 dak
- kpr. pchor. Przemysław Hedinger - 7 dak
- plut. pchor. Jan Hempel - 9 dak
- kpr. pchor. Edmund Hrynaszewicz - 14 dak
- kpr. pchor. Stanisław Hummicki - 1 dak
- plut. pchor. Stanisław Janicki - 12 dak
- kpr. pchor. Konstanty Kampioni - 2 dak
- kpr. pchor. Jerzy Kassakajtis - 1 dak
- plut. pchor. Stefan Kawalec - 10 dak
- plut. pchor. Zbigniew Kiedacz - 7 dak
- kpr. pchor. Józef Kisiel - 3 dak
- plut. pchor. Andrzej Komornicki - 6 dak
- plut. pchor. Stanisław Kopczyński - 13 dak
- kpr. pchor. Piotr Kosina - 6 dak
- plut. pchor. Jan Kowalski - 4 dak
- plut. pchor. Zbigniew Kowalewski - 7 dak
- kpr. pchor. Józef Lissowski - 11 dak
- kpr. pchor. Leon Liwicki - 6 dak
- kpr. pchor. Stanisław Łoś - 5 dak
- kpr. pchor. Zenon Łyczywek - 1 dak
- kpr. pchor. Antoni Makomaski - 13 dak
- plut. pchor. Ludwik Matracki - 14 dak
- kpr. pchor. Marian Niklewski - 7 dak
- plut. pchor. Tadeusz Olszowski - 9 dak
- plut. pchor. Aleksander Ostrowski - 6 dak
- plut. pchor. Józef Piaszczyński - 12 dak
- kpr. pchor. Józef Podowski - 11 dak
- plut. pchor. Kurt Preizentanz - 3 dak
- kpr. pchor. Michał Racinowski - 11 dak
- kpr. pchor. Ludwik Ralski - 6 dak
- kpr. pchor. Kazimierz Rymasz - 13 dak
- plut. pchor. Józef Sielicki - 9 dak
- plut. pchor. Zygmunt Sławiński - 3 dak
- plut. pchor. Albert Sumiński - 10 dak
- kpr. pchor. Marian Szaniawski - 9 dak
- kpr. pchor. Witold Śmiałowski - 2 dak
- kpr. pchor. Stanisław Urzędowski - 2 dak
- plut. pchor. Julian Walewski - 4 dak
- plut. pchor. Stanisław Warzeszkiewicz - 5 dak
- plut. pchor. Stanisław Waszkiewicz - 5 dak
- plut. pchor. Tadeusz Weber - 13. dak (prymus 1 baterii)
- kpr. pchor. Władysław Wejfslog - 14 dak
- kpr. pchor. Andrzej Wężyk - 7 dak
- plut. pchor. Alfred Wielopolski - 10 dak
- kpr. pchor. Roman Witkowski - 1 dak
- kpr. pchor. Zygmunt Wittak - 10 dak
- kpr. pchor. Stanisław Wysocki - 5 dak
- kpr. pchor. Antoni Zagórski - 3 dak
- kpr. pchor. Franciszek Zaleski - 13 dak
- plut. pchor. Tadeusz Zamajski - 9 dak
- kpr. pchor. Józef Zbarawski - 2 dak
- kpr. pchor. Mieczysław Zieliński - 12 dak
- kpr. pchor. Mikołaj Żurakowski - 6 dak

Naukę ukończyło również 2 ogniomistrzów zawodowych:
- ogn. Michał Ciechanowicz
- ogn. Stanisław Piklikiewicz

Kadra 1 baterii szkolnej:
- mjr Leon Nowak – dowódca
- kpt. art. Henryk Dudek - oficer baterii, a później dowódca
- kpt. Henryk Banach
- por. Leon Syski
- ogn. Jan Kubik – szef baterii

Naukę ukończył również plut. pchor.Jan Szwejkowski – 8 pułk artylerii polowej

## IV Kurs (1929–1930)
Wykaz absolwentów IV Kursu w latach 1929-1930.
Począwszy od 13 sierpnia 1929 na kurs przyjętych zostało 942 kandydatów. Słuchacze zorganizowani zostali w trzech dywizjonach szkolnych, w każdym po trzy baterie.
Komenda Szkoły
bateria administracyjna
II oddział ćwiczebny
III oddział ćwiczebny
I dywizjon szkolny
1 bateria artylerii konnej
2 bateria artylerii ciężkiej
3 bateria artylerii ciężkiej
II dywizjon szkolny
4 bateria artylerii lekkiej
5 bateria artylerii lekkiej
6 bateria artylerii lekkiej
III dywizjon szkolny
7 bateria artylerii lekkiej
8 bateria artylerii lekkiej
9 bateria artylerii lekkiej
20 października 1929 słuchacze złożyli przysięgę wojskową. 3 lutego 1930 trzydziestu szeregowych z cenzusem skierowanych zostało do Centrum Wyszkolenia Artylerii Przeciwlotniczej w Warszawie i tam w 15 maja zakończyło szkolenie. Prymusem został pchor. Zygmunt Widelec. W tej grupie podchorążych był między innymi Zygmunt Hertz.
W dniach 6-8 lutego 1930 szkołę inspekcjonował szef Departamentu Artylerii MSWojsk., płk Jan Maciej Bold. Od 3 do 14 czerwca 1930 w Czeremosznie słuchacze wszystkich baterii odbyli strzelania z dział.
Kurs ukończyło 645 podchorążych. Prymusem został plut. pchor. Jerzy Tyborowski z 6 baterii. Uroczysta promocja odbyła się w sobotę 21 czerwca 1930. Absolwenci otrzymali świadectwa ukończenia Szkoły i tytuły podchorążych.
79 podchorążych 1 baterii szkolnej (w nawiasach podano przydziały po ukończeniu szkoły):

- Anioła Jan - 11. dak
- Achmatowicz Konstanty - 3. dak
- Berezowski Stanisław - 5. dak
- Bielański Władysław - 5. dak
- Berndt Paweł - 7. dak
- Boczar Mieczysław - 5. dak
- Bogusławski Czesław - 2. dak
- Bukowiński Zygmunt - 14. dak
- Chmiel Adam - 10. dak
- Czartoryski Adam - 10. dak
- Czartoryski Piotr - 10. dak
- Dąbrowski Paweł - 3. dak
- Domysławski Bolesław - 3. dak
- Drapow Edward - 4. dak
- Duda Eugeniusz
- Dzimiszkiewicz Edward - 3. dak
- Frydrychewicz Andrzej - 12. dak
- Giedronowicz Antoni - 9. dak
- Głowicki Paweł - 11. dak
- Goszczyński Antoni - 5. dak
- Groblewski Leonard - 11. dak
- Jabłoński Józef - 2. dak
- Jakimowicz Stanisław - 12. dak
- Jaraczewski Jan - 4. dak
- Jarociński Zbigniew Jan - 9. dak († 18 VII 1930)
- Kadenacy Tadeusz - 3. dak
- Karczewski Zdzisław - 7. dak
- Kasprzycki Tadeusz - 13. dak
- Komornicki Władysław - 13. dak
- Kubalski Tadeusz - 9. dak
- Kulikowski Witold - 13. dak
- Kuźmicki Kazimierz - 14. dak
- Lenczewski-Samotyja Kazimierz - 7. dak
- Lenczewski-Samotyja Stanisław - 4. dak
- Lipczyński Włodzimierz - 2. dak
- Liszewski Kazimierz - 12. dak
- Lityński zbigniew - 6. dak
- Lutosławski Zbigniew - prymus baterii (1 dak)
- Łanowski Zygmunt - 13. dak
- Markiewicz Kazimierz - 1. dak
- Mazaraki Jan - 9. dak
- Mazurkiewicz-Dubieński Mieczysław - 2. dak
- Mojmir Tadeusz - 5. dak
- Mosaniuk Tadeusz - 13. dak
- Nowakowski Jerzy - 7. dak
- Obniski Marian - 11. dak
- Orłowicz Tadeusz - 5. dak
- Pisanka Stanisław - 3. dak
- Perzanowski Jerzy - 12. dak
- Plakiewicz Stanisław - 12. dak
- Podolski Michał - 2. dak
- Pollack Juliusz - 1. dak
- Raczyński Adam - 4. dak
- Ramm Jerzy - 14. dak
- Ramotowski Marian - 12. dak
- Ręczajski Wiktor - 1. dak
- Rowiński Tadeusz - 2. dak
- Ruszkowski Zdzisław - 5. dak
- Rylski Józef - 4. dak
- Samoliński Stefan - 11. dak
- Schneider Henryk - 6. dak
- Sczaniecki Jerzy - 6. dak
- Sidorowicz Eugeniusz - 9. dak
- Sotowski Stanisław - 9. dak
- Spławski Celestyn - 7. dak
- Staśkiewicz Lech - 1. dak
- Staśkiewicz Witold - 10. dak
- Stelmachewicz Adam - 10. dak
- Sumiński Artur - 13. dak
- Szczepański Jerzy - 7. dak
- Szymanowski Witold - 11. dak
- Tucewicz Piotr - 14. dak
- Wawrowski Wiktor - 1. dak
- Wierciński Adam - 13. dak
- Wiszniewski Wacław - 4. dak
- Zarzycki Julian - 6. dak
- Zawadzki Jerzy - 14. dak
- Zbrożek Tadeusz - 10. dak
- Zdybek Józef - 10. dak

Tytuł podchorążego otrzymało 678 uczniów:
- 79 z 1. baterii,
- 70 z 2. baterii, a wśród nich prymus baterii Maksymilian Kreutzinger (7 pac),
- 60 z 3. baterii, a wśród nich prymus baterii Stefan Księski (5 pac),
- 75 z 4. baterii, a wśród nich prymus baterii Stanisław Zagrodzki (28 pap) i Karol Halski (14 pap),
- 76 z 5. baterii, a wśród nich prymus baterii Jan Podoski (18 pap) i Jerzy Michałowski (18 pap),
- 68 z 6. baterii,
- 72 z 7. baterii, a wśród nich prymus baterii Michał Wrzesiński (4 pap) i Tadeusz Sztumberk-Rychter (4 pap),
- 77 z 8. baterii, a wśród nich prymus baterii Jan Wojciechowski (20 pap) i Edward Szwed (5 pap),
- 68 z 9. baterii, a wśród nich prymus baterii Andrzej Roszkowski (19 pap),
- 33 z CWAPlot[5].

## V Kurs (1930–1931)
V kurs odbył się w latach 1930-1931 w trzech dywizjonach.

### Pierwszy dywizjon szkolny
- - dowódcy -
    - mjr Augustyn Gezele 1926/27
    - mjr Karol Galster 1927/28
    - mjr Zygmunt Karasiński 1929
    - mjr Karol Galster 1930
    - mjr Antoni Kocimski 1931

1 bateria artylerii konnej i artylerii piechoty
- - dowódca – kpt Jan Rysiewski
  - oficerowie:
    - kpt. Kazimierz Leśniewski
    - kpt. Adam Fedorko
    - kpt. Witold Płotnicki
    - kpt. Jan Napierała

  - szef baterii – ogn. Jan Kubik

tytuł podchorążego uzyskało 78 absolwentów:

- Bielawski Wacław - 11. dak
- Bryc Józef - 79. pp
- Baranowski Aleksander - 64. pp
- Ciepliński Bohdan - 33. pp
- Ciepliński Stanisław - 36. pp
- Czarnecki Kazimierz - 62. pp
- Daduń Adolf - 80. pp
- Długoński Franciszek - 65. pp
- Drozdowski Stanisław - 43. pp
- Dryszkiewicz Jan - 5. dak
- Dunia Antoni - 84. pp
- Drużbacki Józef - 9. dak
- Dworzak Józef - 45. pp
- Dąbrowski Wacław - 41. pp
- Eberhardt Jan - 12. dak
- Eysymont Wacław - 3. dak
- Fedorowicz Tadeusz - 13. dak
- Gierkiewicz Jan - 9. dak
- Godziemba Tadeusz - 44. pp
- Górski Michał - 61. pp
- Górski Franciszek - 11. dak
- Goetz Adam - 6. dak
- Iżycki Leon - 7. dak
- Just Józef - 2. dak
- Kamieński Janusz - 4. dak
- Kolendo Stanisław - 12. dak
- Kowalski Apolinary - 49. pp
- Kowerski Andrzej - .4 dak
- Krzyszkowski Jacek - 3. ppleg
- Kuszyński Tadeusz - 1. dak
- Lewicki Zdzisław - 56. pp
- Łubieński Jerzy - 3. dak
- Makarewicz Roman - 13. dak
- Maleńczak Edward - 54. pp
- Mańkowski Kazimierz - 74. pp
- Mayr Józef - 10 dak
- Michałowski Władysław - 12. dak
- Morawski Adam - 4. dak
- Naskret Aleksy - 55. pp
- Nowakowski Ludwik - 2. dak
- Ochęduszko Bronisław - 51. pp
- Odya Zygmunt - 11. dak
- Okińczyc Jan - 86. pp
- Olszyński Włodzimierz - 14. dak
- Peretko Stanisław - 9. dak
- Podsędowski Bolesław - 4. dak
- Połoniecki Bernard - 6. dak
- Raczyński Zdzisław - 12. dak
- Rakowski Tadeusz - 1. dak
- Reznar Rudolf - 52. pp
- Roztworowski Stefan - 2. dak
- Rumel Józef - 1. dak
- Rychliński Wojciech - 10. dak
- Ryszkiewicz Janusz - 78. pp
- Rzuchowski Aleksander - 13. dak
- Sroczyński Stanisław - 7. dak
- Stachowiak Michał - 57. pp
- Sulewski Jan - 14. dak
- Szeptycki Jan - 10. dak
- Szeptycki Jan Kazimierz - 4. dak
- Swieżawski Stefan - 6. dak
- Wiełłowicz Witold - 3. dak
- Wilski Andrzej - 7. dak
- Wilkowski Józef - 60. pp
- Wolek Bronisław - 68. pp
- Woronecki Kazimierz - 76. pp
- Woyke Paweł - 67. pp
- Zakrzewski Wacław - 3. dak
- Zarębski Zygmunt - 83. pp
- Zarzycki Roman - 1. ppleg
- Czuma Marian - 5. dak
- Vayhingier Adolf - 14. dak
- Majlich Zenon - 10. dak
- Balicki Jan - 9. dak
- Świerczewski Tadeusz - 14. dak
- Wojewódzki Euzebiusz - 5. dak
- Kolsewski Bohdan - 7. dak

Wykaz absolwentów pełny.
2 bateria artylerii ciężkiej
- - dowódca - mjr Anastazy Albert Makowski

tytuł podchorążego uzyskało 62 absolwentów:

- Baraniak Ludwik - 7. pac
- Bartosiuk Aleksander - 9. pac
- Baliński Tadeusz - 1. pac
- Bobelowski Czesław - 3. pac
- Binzer Wilhelm - 6. pac
- Cześliński Wojciech - 7. pac
- Cyrankiewicz Józef - 5. pac - premier w PRL
- Czerwiński Bronisław - 5. pac
- Cioch Izydor - 2. pac
- Data Franciszek - 6. pac
- Drabarek Stanisław - 9. pac
- Dorociak Zenon - 1. pac
- Drużyński Tadeusz - 9. pac
- Gawron Werner - 5. pac
- Gacoń Franciszek - 10. pac
- Grodecki Władysław - 2. pac
- Grabczyński Zdzisław - 1. pac
- Gudowicz Antoni - 3. pac
- Henchert Jerzy - 6. pac
- Jankiewicz Zenon - 6. pac
- Kwiatkowski Roman - 6. pac
- Kurlandt Witold - 7. pac
- Koska Edmund - 6. pac
- Klonowski Józef - 6. pac
- Kongiel Wiktor - 8. pac
- Kubś Marian - 7. pac
- Kulczycki Roman - 1. pac
- Krużycki Walerian - 8. pac
- Kołodziej Adolf - 8. pac
- Krauze Edmund - 4. pac
- Klier Jan - 5. pac
- Lesko Marcin - 10.pac
- Lech Józef - 10. pac
- Liszka Wojciech - 10. pac
- Łańcut Marian - 6. pac
- Machowski Czesław - 8. pac
- Moryson Walenty - 7. pac
- Modrzejewski Józef - 5. pac
- Moncewicz Władysław - 3. pac
- Niesiecki Jan - 3. pac
- Obierek Jan - 6. pac
- Ocepa Władysław - 9. pac
- Orłów Sergiusz - 1. pac
- Orłowski Jan - 7. pac
- Piotrowski Antoni - 1. pac
- Połapczyk Władysław - 10. pac
- Popczyk Władysław - 10. pac
- Sankowski Tadeusz - 3. pac
- Sokołowski Franciszek - 8. pac
- Stefaniuk Bronisław - 2. pac
- Szlapkin Tadeusz - 2. pac
- Szarkowski Zenon - 8. pac
- Schmidt Tadeusz - 1. pac
- Tabako Ignacy - 7. pac
- Turek Mieczysław - 1. pac
- Trawiński Tadeusz - 1. pac
- Witowski Ludwik - 7. pac
- Wiltos Ryszard - 3. pac
- Wieczorek Jerzy - 4. pac
- Wolny Lucjan - 4. pac
- Wściubiak Marian - 4. pac
- Machan Bogdan - 2. pac

Wykaz absolwentów pełny.
3 bateria artylerii ciężkiej
- - dowódca - kpt Talarczyk

tytuł podchorążego uzyskało 62 absolwentów:

- Asłanowicz Paweł - 1. pan
- Augustynowicz Bogusław - 1. pan
- Andrzejewski Marian - 7. pac
- Baran Marian - 5. pac
- Bartnik Wojciech - 2. pac
- Bartoszewicz Stanisław - 11. pac
- Bobula Franciszek - 10. pac
- Borkowski Leon - 1. pac
- Burdyło Władysław - 3. pac
- Brzeziński Zygmunt - 4. pac
- Ciesielczuk Paweł - 5. pac
- Cudak Bruno - 5. pac
- Cholewa Stanisław - 9. pac
- Chudoba Franciszek - 1. pac
- Dągielski Roman - 8. pac
- Dębski Jan - 11. pac
- Florkiewicz Zbigniew - 2. pac
- Friedel Klemens - 1. pac
- Gaponowicz Jerzy - 10. pac
- Granat Stefan - 2. pac
- Hazel Tadeusz - 6. pac
- Johansen Franciszek - 2. pac
- Kałuża Marian - 7. pac
- Kiełczewski Władysław - 7. pac
- Kościałkowski Włodzimierz - 1. pac
- Kossowski Wacław - 3. pac
- Kufel Alfons - 8. pac
- Krzyżanowski Bohdan - 7. pac
- Lipski Kazimierz - 8. pac
- Łętowski Antoni - 3. pac
- Mann Aleksander - 1. pan
- Morawski Joachim - 1. pac
- Mazurek Stanisław - 10. pac
- Mirowski Jerzy - 4. pac
- Mołodecki Antoni - 5. pac
- Niewęgłowski Henryk - 9. pac
- Olszyna Tadeusz - 9. pac
- Ostojski Wacław - 9. pac
- Orzechowski Piotr - 3. pac
- Patek Jerzy - 5. pac
- Piasek Jerzy - 1. pac
- Pokrywka Leon - 2. pac
- Pomykalski Marian - 9. pac
- Pykosz Zbigniew - 1. pac
- Rampalski Franciszek - 8. pac
- Roszkowski Andrzej - 6. pac
- Romanowski Władysław - 4. pac
- Rząsa Szymon - 10. pac
- Sałabun Józef - 10. pac
- Sigurski Wacław - 8. pac
- Śliwa Jan - 5. pac
- Sukniewicz Stanisław - 1. pan (zamorodowany w Starobielsku - na liście jako ppor. rez. 10pac)
- Stankiewicz Tadeusz - 4. pac
- Szanecki Stanisław - 2. pac
- Steć Roman - 1. pac
- Walentowski Joachim - 8. pac
- Wroniewicz Stanisław -
- Zaleski Bronisław - 4. pac
- Zaboklicki Antoni - 9. pac
- Zielewicz Tadeusz - 5. pac
- Zgoliński Alfons - 7. pac
- Poliszkiewicz Jan Piotr - 10. pac

Wykaz absolwentów pełny.

### Drugi dywizjon szkolny
- - dowódcy -
    - mjr Florian Grabczyński 1926/27
    - mjr Zygmunt Karasiński 1927/28
    - mjr Karol Galster 1929
    - mjr Edmund Dmowski 1930

4 bateria artylerii polowej
- - dowódca - kpt Tadeusz Banach

tytuł podchorążego uzyskało 70 absolwentów:

- Bajsarowicz Jan - 5. pap
- Bednawski Kazimierz - 11. pap
- Błoński Stefan - 27. pap
- Bogusław Zygmunt - 29. pap
- Bonia Leon - 25. pap
- Dąbrowski Edward - 27. pap
- Druet Kazimierz - 13. pap
- Fordycki Stefan - 23. pap
- Gazi Kazimierz - dma
- Glogier Zdzisław - 28. pap
- Goliński Tadeusz - 25. pap
- Goszczyński Zdzisław - 30. pap
- Grosser Eugeniusz - 29. pap
- Grzeszkowiak Edmund - 14. pap
- Góralski Jerzy - 8. pap
- Gułkowski Jan - dma
- Janczara Jan - 9. pap
- Janietz Franciszek - 4. pap
- Jankowski Roman - 4. pap
- Jewasiński Edmund - 17. pap
- Jaworski Jan - 10. pap
- Kobus Kazimierz - 9. pap
- Krewlicz Witold - 16. pap
- Kopietz Jan - 7. pap
- Kowalski Aleksander - 16. pap
- Krawczyk Edward - 27. pap
- Kościelski Ludwik - 14. pap
- Koterla Marian - 6. pap
- Laurentowski Franciszek - 4. pap
- Luh Edward - 2. pap
- Lewicki Czesław - pma
- Lewicki Emil - 24. pap
- Lewulis Henryk - 13. pap
- Letych Józef - 26. pap
- Łopuszański Piotr - 13. pap
- Machalski Czesław - 6. pap
- May Marian - 9. pap
- Michalewski Jeremi - 24. pap
- Mijakowski Józef - 8. pap
- Mikołajczyk Edward - 5. pap
- Leon Światopełk-Mirski (1 pap. Leg.)
- Myśków Michał - 22. pap
- Napieralski Leon - 21. pap
- Niesłuchowski Stanisław - 19. pap
- Ottenbreit Piotr - 12. pap
- Pacański Wacław - 28. pap
- Pawłowski Zdzisław - 6. pap
- Poseh Marcin - 21. pap
- Renu Czesław - 17. pap
- Sadowski Kazimierz - 2. pap
- Saduś Józef - 21. pap
- Serafin Wacław - 16. pap
- Solon Antoni - 2. pap
- Iluzarczyk Zenon - 12. pap
- Sira Witold - 6. pap
- Stachowiak Franciszek - 5. pap
- Stypułkowski Janusz - dma
- Świerkowski Kazimierz - 17. pap
- Tyśluk Paweł - 12. pap
- Walczak Antoni - 17. pap
- Wesołowski Józef - 10. pap
- Witwicki Bolesław - 12. pap
- Wolny Zbigniew - 23. pap
- Wysokiński Leopold - 9. pap
- Wytrzyszczewski Henryk - 3. pap
- Zabierowski Kazimierz - 5. pap
- Ziarko Zbigniew - 20. pap
- Weyman Marian - 25. pap

Wykaz absolwentów pełny.
5 bateria artylerii polowej
- - dowódca - mjr Tadeusz Michałowski

tytuł podchorążego uzyskało 68 absolwentów:

- Blikle Jerzy - 30. pap właściciel firmy Blikle w Warszawie
- Cegielski Adam - 2 dma
- Charzyński Józef - 8. pap
- Cieślak Stanisław - 27. pap
- Czerniak Jan - 3. pap
- Czyż Leon - 25. pap
- Desch Henryk - 19. pap
- Druc Stefan - 27. pap
- Duffeh Zbigniew - 11. pap
- Dziąg Stanisław -
- Dzieżbicki - 11. pap
- Gil Andrzej - 24. pap
- Głownicki Stanisław - 19. pap
- Gozdawski Eugeniusz - 3. pap
- Huczko Marian - 9. pap
- Jesionowski Władysław - 7. pap
- Kaczkowski Władysław - 12. pap
- Kaliński Norbert - 8. pap
- Karpiński Zygmunt - 8. pap
- Kędra Franciszek - 9. pap
- Klebba Stefan - pma
- Ktyś Longin - 10. pap
- Korduba Roman - 16. pap
- Koscianowski Bolesław - 15. pap
- Korthals Adam - 15. pap
- Kowalski Marian - 4. pap
- Krawczyk Mieczysław - 10. pap
- Kruszyński Józef - 14. pap
- Krzycznonik Hieronim - 10. pap
- Kulesza Czesław - 29. pap
- Kurzawa bronisław - 25. pap
- Laskowski Czesław - 12. pap
- Lucht felic - 28. pap
- Madej Jan I - 20. pap
- Madej Jan II - 2. pap
- Mańkowski Roman - 16. pap
- Markiewicz Wacław - 1. pap.leg.
- Mazerant Marian - 15. pap
- Młotkowski Aleksander - 22. pap
- Nowakowski Marian - 12. pap
- Paleczny Tadeusz - 21. pap
- Parobczak Stefan - 11. pap
- Pele Zdzisław - 6. pap
- Petecki Jan - 6. pap
- Pietruszka Marian - 24. pap
- Pluciennik Henryk - 26. pap
- Pszonka Stanisław - 5. pap
- Rodziewicz Stanisław - 19. pap
- Rosenberg Wolf - 8. pap
- Rutkowski Czesław - dma
- Skrzyniarz Franciszek - 28. pap
- Sobkiewicz Zygmunt - 30. pap
- Sokół Kazimierz - 12. pap
- Stefański Czesław - 27. pap
- Sułkowski Stefan - 21. pap
- Szłapczyński Zenon - 17. pap
- Szymański Marian - 17. pap
- Tylpel-Topolski Felicjan - 30. pap
- Wakalski Tadeusz - 11. pap
- Weder Marian - 29. pap
- Wierzbicki Józef - 22. pap
- Włosiński Antoni - 2. pap
- Zajkowski Józef - 29. pap
- Zarzycki Tadeusz - 10. pap
- Zieliński Jan - 3. pap
- Gan Kazimierz - 24. pap
- Próchnicki Michał - 24. pap
- Myrdzik Kazimierz - 21. pap

Wykaz absolwentów pełny.
6 bateria artylerii polowej
- - dowódca - mjr Jan Pałubicki

tytuł podchorążego uzyskało 70 absolwentów:

- Abt Kazimierz - 4. pap
- Antoniewicz Adolf - 15. pap
- Baranowski Andrzej - 21. pap
- Bembel Józef - 25. pap
- Bomba Henryk - 21. pap
- Brenda Hieronim - 8. pap
- Brożek Jan - 6. pap
- Brożek Michał - 22. pap
- Chudkowski Józef - 1. pap.leg.
- Dukiet Witold - 5. pap
- Dziembowski Ścibor - 4. pap
- Glazer Bolesław - 24. pap
- Grochowski Jan - 23. pap
- Holak Henryk - 20. pap
- Jabłoński Erwin - 4. pap
- Jaroń Bronisław - 24. pap
- Radosz Fidelis - 3. papa
- Jaworski Stanisław - 30. pap
- Karczewski Bolesław - 13. pap
- Karwowski Jan - 9. pap
- Kasperski Witold - 9. pap
- Kłobukowski Alfons - pma
- Kołodziejski Józef - 7. pap
- Konopacki Eugeniusz - 27. pap
- Krupczyński Stanisław - 10. pap
- Kulesza Edmund - 10. pap
- Kurkiewicz Adam - 12. pap
- Kurowski Jan - pma
- Lesiecki Wacław - 13. pap
- Landau Stanisław - 30. pap
- Laskowski Ignacy - 4. pap
- Łukowski Marian - 8. pap
- Makowski Jan - 8. pap
- Marcinkowski Czesław - 7. pap
- Moszyński Tadeusz - 11. pap
- Mrozik Zdzisław - 23. pap
- Niedźwiecki Zygmunt - 1. pap
- Olech Bronisław - 22. pap
- Oleksiński Jerzy - 22. pap
- Onitzch Wojciech - 2. pap
- Peczke Eugeniusz - 17. pap
- Pisera Mieczysław - 10. pap
- Piwoda Bronisław - 11. pap
- Przytuła Stanisław - 3. pap
- Pużyrewski Piotr - pma
- Pawlikowski Tadeusz - 10. pap
- Raczyński Władysław - 1. pap
- Roehr Wacław - 17. pap
- Roller Zygfryd - 17. pap
- Rosolak Michał - 7. pap
- Schônthaler Stanisław - 6. pap
- Siwiec Antoni - 28. pap
- Sobczyński Stanisław - 26. pap
- Ścigalski Stanisław 21. pap
- Terlecki Antoni - 15. pap
- Tyburski andrzej - 3. pap
- Waksmundzki Andrzej - 15. pap
- Wasiak Stanisław - dma
- Wiciak Władysław - 5. pap
- Włodarczyk Stanisław - 2. pap
- Wojtaszkiewicz Eugeniusz - 26. pap
- Wojtaszkiewicz Stefan - 26. pap
- Wołk Wincenty - 19. pap zamordowany- Katyń
- Zabawski Stanisław - 12. pap
- Zakrzewski Jan - 2. pap
- Zalcman Piotr - dma
- Zakhejm Jakub - 9. pap
- Kocoń Fryderyk - 12. pap
- Kwiatkowski Cyriak - 12. pap

Wykaz absolwentów pełny.

### Trzeci dywizjon szkolny
7 bateria artylerii polowej
- - dowódca - kpt Stanisław Czech

tytuł podchorążego uzyskało 42 absolwentów:

- Adamicka Vlastimil - 27. pap
- Armatys adolf - 24. pap
- Bakinowski Romuald - 20. pap
- Bockenheim Ferdynand - 22. pap
- Bordziej Jerzy - 22. pap
- Daniluk Stanisław - 3. pap
- Frandofert Mieczysław - 2. pap
- Frosztęga Rudolf - 23. pap
- Ganasiński Ryszard - 22. pap
- Herjan Roman - 23. pap
- Jabłoński Władysław - 16. pap
- Kalawski Marian - 14. pap
- Kasprzykowski Norbert - 15. pap
- Kasztelan Zbigniew - 16. pap
- Koleda Sergiusz - pma
- Kołowski Zbigniew - 6. pap
- Kosmalski Zygmunt - pma
- Kotyrba Henryk - 22. pap
- Krzyżanowski Stanisław - 18 pap
- Kubecki Stefan - dma
- Kubicki Wacław - dma
- Kulejewski Kazimierz - 6. pap
- Kurczyński Stefan - 9. pap
- Lech Zbigniew - 5. pap
- Liban Jerzy - 6. pap
- Łaźniewski Józef - 30. pap
- Łękawski Józef - 18. pap
- Maliszewski Józef - 13. pap
- Marczyński Adolf - 14. pap
- Medecki Edmund - 12. pap
- Minkacz Grzegorz - 27. pap
- Morozewicz Augustyn - 16. pap
- Mowczko Alfred - 12. pap
- Obolewski Tadeusz - 5. pap
- Olszewski Józef - 25. pap
- Olszewski Romuald - 7. pap
- Pałyga Stanisław - 2. pap
- Pańkowski Jacek - 10. pap
- Pastewski Jan - 29. pap
- Pawuła Franciszek - 17. pap
- Pelc Edward - 22. pap
- Piętak Mieczysław - 7. pap

Wykaz absolwentów pełny.
8 bateria artylerii polowej
- - dowódca - mjr art. Henryk Dudek

tytuł podchorążego uzyskało 78 absolwentów:

- Blusiewicz Jerzy - 26. pap
- Bolibok Bolesław - 13. pap
- Białynicki-Birula Mieczysław - 15. pap
- Brachocki Zygmunt - 21. pap
- Błaszczyk Stanisław - 25. pap
- Borowicz Feliks - 16. pap
- Czaja Tadeusz - 25. pap
- Delmaczyński Jan - 18. pap
- Derecki Janusz - 16. pap
- Dreszer Stanisław - 5. pap
- Dziedziul Władysław - 1. pap
- Druciak Stanisław - 5. pap
- Fijałkowski Jan
- Filipowicz Mieczysław - 8. pap
- Frankiewicz Bogumił - 23. pap
- Gebert Stanisław
- Gągulski Karol - 22. pap
- Jaślar Mieczysław - 22. pap
- Kowalski Wincenty - 18. pap
- Karłowicz Beniamin - 16. pap
- Krycki Władysław - 30. pap
- Kapusta Bronisław - 30. pap
- Kaczkowski Kazimierz - 4. pap
- Kaczorowski Karol - 5. pap
- Kozłowski Antoni - 29. pap
- Kraśnik Jan
- Kozubal Maciej - 22. pap
- Kubiec Zbigniew - 26. pap
- Kiepuszewski Bolesław
- Löw Abraham - 24. pap
- Łabędzki Zygmunt - 18. pap
- Magnowski Ferdynand - 11. pap
- Marcinek Emil - 21. pap
- Maleszka Edmund - 17. pap
- Mościcki Kazimierz - 18. pap
- Mazurkiewicz Włodzimierz - 28. pap
- Nozderka Palin - 20. pap
- Niżnikiewicz Zbigniew - 11. pap
- Nogajczyk Kurt - 23. pap
- Puto Tadeusz - 26. pap
- Pikulski Aleksander - 2. pap
- Władysław Pałucki - 26. pap
- Ptaszek Piotr - 28. pap
- Ruszczak Bolesław - 13. pap
- Rybicki Tadeusz - 18. pap
- Świerko Władysław - 29. pap
- Szczepański Bronisław - 30. pap
- Świetlik Jerzy - 14. pap
- Sakowski Zygmunt - 1. pap
- Szlossberger Fryderyk - 24. pap
- Siwicki Stanisław - 7. pap
- Szmidt Ernet - 5. pap
- Strokowski Aleksander - 13. pap
- Skinder Edward - 19. pap
- Solecki Piotr - 15. pap
- Stawicki Henryk - 10. pap
- Stadniczenko Antoni
- Stasek Leon - 3. pap
- Twórz Otton - 25. pap
- Tracewski Stanisław - 20. pap
- Trojan Leszek - 14. pap
- Tysecki Stanisław - 7. pap
- Wolanin Jan - 24. pap
- Winiarski Czesław - 6. pap
- Woźniak Marian - 23. pap
- Wierzchowski Wacław - 2. pap
- Wyrzykowski Aleksander
- Wylazłowski Jan
- Włodarczyk Władysław - 3. pap
- Wośko adolf - 13. pap
- Zamorski Kazimierz - 6. pap
- Zasuń Piotr
- Zdziarski Kazimierz - 26. pap
- Zakiewicz Czesław
- Zienkowicz Michał - 3. pap
- Zaorski Stanisław - 26. pap
- Ząbek Stanisław - 3. pap
- plut. pchor. Stanisław Maciejowski zginął tragicznie na poligonie

Wykaz absolwentów pełny.
9 bateria artylerii polowej
- - dowódca - mjr Jan Witowski
  - oficerowie:
    - kpt. Józef Białły
    - kpt. Piotr Skurski
    - kpt. Tadeusz Ostrowicz

  - szef baterii - st ogn. Władysław Stępak

tytuł podchorążego uzyskało 78 absolwentów:

- Bezucha Jan - 2. pap
- Biarda Stanisław -9. pap
- Blum Stanisław -19. pap
- Borysow Wiktor
- Brewiński Mieczysław - 13. pa
- Brylski Czesła
- Bukład Kazimierz - 20. pap
- Cakała adam - 20. pap
- Celm Edmund
- Czaplicki Zygmunt - 27. pap
- Cydzik Witold
- Dębski Józef - 7. pap
- Dobrzyński Witold - 13. pap
- Galiński Bolesław - 13. pap
- Gasiński Ludwik - 13. pap
- Golec Witold - 20. pap
- Gorzoch Leon - 18. pap
- Hałaburda Stanisław - 1. pap
- Iżycki Herman Witold
- Jasiewicz Tadeusz - 11. pap
- Jasiński Józef - 14. pap
- Jaszczyński Władysław - 4. pap
- Jędralski Antoni - 2. pap
- Juraszyński Janusz - 27. pap
- Kardacz Tadeusz - 27. pap
- Konopacki zbigniew - 13. pap
- Koss Walerian Zygmunt - 3. pap
- Kowalski Stefan - 8. pap
- Krajewski Edmund - 8. pap
- Kraszwski Czesław - 30. pap
- Krotochwila Rafał
- Krzemiński Andrzej - 8. pap
- Kulczycki Bogdan - 18. pap
- Michalik Wiesław - 21. pap
- Miński Jerzy
- Moszczeński Mieczysław - 16. pap
- Myszkowski Alojzy - dma
- Niedziałkowski Edmund - 28. pap
- Niegosz Stefan - 5. pap
- Pietkiewicz Witold - 1. pap
- Piotrkowski Michał - dma
- Pitas Alojzy - 23. pap
- Porębski Henryk - 23. pap
- Ratajczyk Kazimierz - 25. pap
- Rejchert Wilhelm - 5. pap
- Rusinkiewicz Zygmunt - 26. pap
- Schabiński Kazimierz - 19. pap
- Schön Alfons - 27. pap
- Ślusarski Zbigniew - 19. pap
- Śmieszny Izydor - 1. pap
- Sokołowski Wincenty - 19. pap
- Sokołowski Władysław
- Sołtys Tadeusz - 21. pap
- Stachowiak Edmund - 4. pap
- Stankiweicz Mieczysław - 30. pap
- Stapf Jan - pma
- Stapf Stanisław - pma
- Stolarow Maksymilian - pma
- Sykut Stanisław - 28. pap
- Szpyrkowicz Arkadiusz - 19. pap
- Szymura Józef - 17. pap
- Tpmaszewski Jan - 3. pap
- Walczak Remigiusz - 7. pap
- Wall Stanisław - 11. pap
- Werbiński Teodor - 17. pap
- Wesołowski Michał - dma
- Wierzbicki Jerzy
- Wojnarowski Stanisław
- Wysocki Piotr - 1. pap
- Zajączkowski Zdzisław - 14. pap
- Zajdel Alfred - 22. pap
- Żelewski Władysław
- Zieliński Włodzimierz - 23. pap
- Żurański Leszek - 18. pap
- Żurowski Stefan
- Zych Wacław

Wykaz absolwentów pełny.

## VI Kurs (1931–1932)
VI kurs trwał od 11 sierpnia 1931 do 29 czerwca 1932.
Tytuł podchorążego otrzymało (...) uczniów:
- 67 z 1. baterii, a wśród nich prymus baterii i szkoły Gustaw Potworowski
- 66 z 2 baterii, a wśród nich prymus baterii Tadeusz Szwarc
- 73 z 3 baterii, a wśród nich prymus baterii Stanisław Epler
- 72 z 4 baterii, a wśród nich prymus baterii Józef Zapaśnik
- 69 z 5 baterii, a wśród nich prymus baterii Stanisław Piekarski i Zdzisław Rajchel †1940 Katyń[6]
- 60 z 6 baterii, a wśród nich prymus baterii Kazimierz Rutkowski
- 75 z 7. baterii, a wśród nich prymus baterii Zygmunt Sławiński i Roman Androletti †1940 Katyń[7]
- 76 z 8 baterii, a wśród nich prymus baterii Władysław Krzewski
- 74 z 9 baterii, a wśród nich prymus baterii Otto Lempke
- 32 z Centrum Wyszkolenia Artylerii Przeciwlotniczej, a wśród nich prymus baterii

## VII Kurs (1932–1933)
W dniach 11-13 sierpnia 1932 do szkoły przyjęto 960 uczniów. 1 października po raz pierwszy w historii szkoły został zorganizowany pluton weterynaryjny. 30 października rekruci złożyli przysięgę.
Tytuł podchorążego otrzymało (...) uczniów:
- 76 z 1. baterii a wśród nich Michał Sczaniecki (11 dak),
- 79 z 2. baterii,
- 70 z 3. baterii,
- 70 z 4. baterii,
- 80 z 5. baterii, a wśród nich Eugeniusz Wierzbicki (18 pal),
- 63 z 6. baterii, a wśród nich Zbigniew Jan Sałaciński (14 pal),
- 69 z 7. baterii,
- 71 z 8. baterii,
- 73 z 9. baterii,
- 55 z plutonu wet.[11]

34 podchorążych zostało skierowanych na praktyki w oddziałach artylerii przeciwlotniczej.

## VIII Kurs (1933–1934)
Poborowi z cenzusem przybyli do szkoły w dniach 18-19 września 1934. 29 listopada rekruci złożyli przysięgę.
- Władysław Rydzewski z 4 baterii
- Alfred Zawadzki

## IX Kurs (1934-1935)
Poborowi z cenzusem przybyli do szkoły w dniach 18-20 września 1934. Trzy dni później miało miejsce uroczyste rozpoczęcie roku szkolnego. 23 października na strzelnicy w Poniczowie przeprowadzono pierwsze strzelanie z użyciem amunicji bojowej. 18 listopada szeregowi z cenzusem złożyli przysięgę. 10 grudnia podoficerowie i szeregowcy z cenzusem z plutonu artylerii piechoty 1. baterii otrzymali tytuły podchorążych artylerii. W tym samym miesiącu 12 bombardierów z cenzusem zostało przeniesionych do Szkoły Podchorążych Rezerwy Lotnictwa w Dęblinie, a dwóch do Plutonu Podchorążych Rezerwy przy 1 Batalionie Balonowym w Toruniu.
- Konstanty Laidler
- Kazimierz Smolski
- Bohdan Sylwestrowicz
- Roman Śledziński †1940 Charków[17]

## XI Kurs (1936–1937)
Wykaz absolwentów XIII Kursu w latach 1936-1937. XI Kurs utworzono w strukturze dwóch plutonów artylerii konnej i artylerii piechoty:
- bateria podchorążych artylerii
  - dowódca - kpt. Wiktor Olszewski
  - oficerowie:
    - kpt. Wojciech Rankowicz (dowódca 1. plutonu artylerii konnej)
    - kpt. Stefan Greger
    - por. Rudolf Majewski
    - por. Jan Gil

  - podoficerowie-instruktorzy:
    - plut. Aleksander Oszast
    - plut. Bronisław Lachowicz
    - plut. Jan Wojtkowski
    - plut. Wiktor Babicki

  - szef baterii - st. ogn. Józef Błoch

W I baterii było 73 absolwentów.
Nie jest znana pełna lista podchorążych, którzy ukończyli ten kurs:

- kpr. pchor. Zygmunt Abraham - 9. dak
- kpr. pchor. Roman Burbo - 3. dak
- kpr. pchor. Stanisław Jasieński - 5. dak
- bomb. pchor. Zdzisław Antoni Jeziorański - 2. dak
- bomb. pchor. Witold Kempski - 11. dak
- plut. pchor. Tadeusz Kiełczewski - 2. dak
- bomb. pchor. Olgierd Kierkiłło - 3. dak
- kpr. pchor. Wacław Kowalik - 9. dak
- kpr. pchor. Janusz Kryczkowski - 11. dak
- kpr. pchor. Adam Maciąg - 5. dak
- kpr. pchor. Mieczysław Mielniczuk - 9. dak
- plut. pchor. Józef Misiewicz - 1. dak
- kpr. pchor. Marian Moczulski - 2. dak
- kpr. pchor. Zdzisław Obidziński - 14. dak
- bomb. pchor. Roman Padlewski - 7. dak
- kpr. pchor. Wsiewołod Piekarski - 11. dak
- kpr. pchor. Wiesław Pisarski - 1. dak
- kpr. pchor. Zdzisław de Pourbaix - 2. dak
- plut. pchor. Eugeniusz Rodkiewicz - 3. dak
- plut. pchor. Jerzy Sztark - 7. dak
- kpr. pchor. Antoni Święcki - 7. dak
- kpr. pchor. Włodzimierz Wereszczyński - 1. dak
- bomb. pchor. Władysław Winsztal - 5. dak
- kpr. pchor. Janusz Stanislaw Załuska - 14. dak
- plut. pchor. Stanisław Żaryn - 1. dak

Wykaz absolwentów niepełny.
- 4 bateria podchorążych artylerii konnej
  - dowódca - kpt Mieczysław Kułakowski
  - oficerowie:
    - kpt.Greger
    - kpt.Kraszewski
    - por.Gil
    - por.Borczyński

  - podoficerowie-instruktorzy:
    - plut.Piotruk
    - plut.Brzyski
    - plut.Dzieżyc
    - St. ogn. Złoch

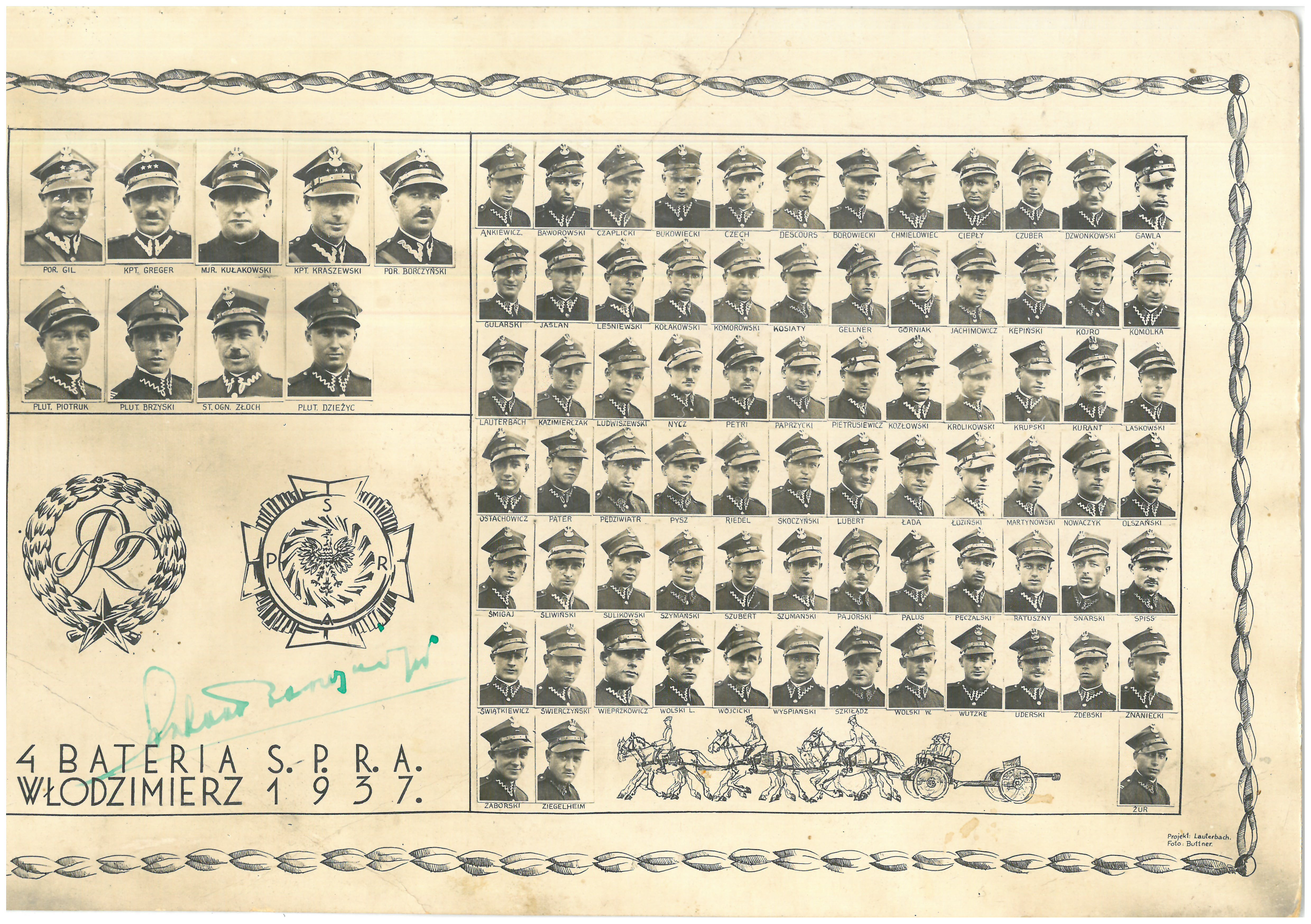
4 Bateria SPRA Włodzimierz Wołyński

tytuł podchorążego uzyskało 76 absolwentów:

- Ankiewicz
- Baworowski
- Czaplicki
- Bukowiecki
- Czech
- Descours
- Borowiecki
- Chmielowiec
- Ciepły
- Czuber
- Dzwonkowski
- Gawla
- Gularski
- Jaślan
- Leśniewski
- Kołakowski
- Komorowski
- Kosiaty
- Gellner
- Górniak Tomasz
- Jachimowicz
- Kępiński
- Kojro
- Komolka
- Lauterbach
- Kazimierczak
- Ludwiszewski
- Nycz
- Petri
- Paprzycki
- Pietrusiewicz
- Kozłowski
- Królikowski
- Krupski
- Kurant
- Laskowski
- Ostachowicz
- Pater
- Pędziwiatr
- Pysz
- Riedel
- Skoczyński
- Lubert
- Łada
- Łoziński
- Martynowski
- Nowaczyk
- Olszański
- Śmigaj
- Śliwiński
- Sulikowski
- Szymański
- Szubert
- Szumański
- Pajorski
- Palus
- Pęczalski
- Ratuszny
- Snarski
- Spiss
- Świątkiewicz
- Świerczyński
- Wieprzkowicz
- Wolski l.
- WEolski. W
- Wójcicki
- Wyspiański
- Szkiłądź
- Wutzke
- Uderski
- Zdebski
- Znaniecki
- Zaborski
- Ziegelheim
- Żur

- Wykaz absolwentów pełny

- 5 bateria podchorążych artylerii konnej

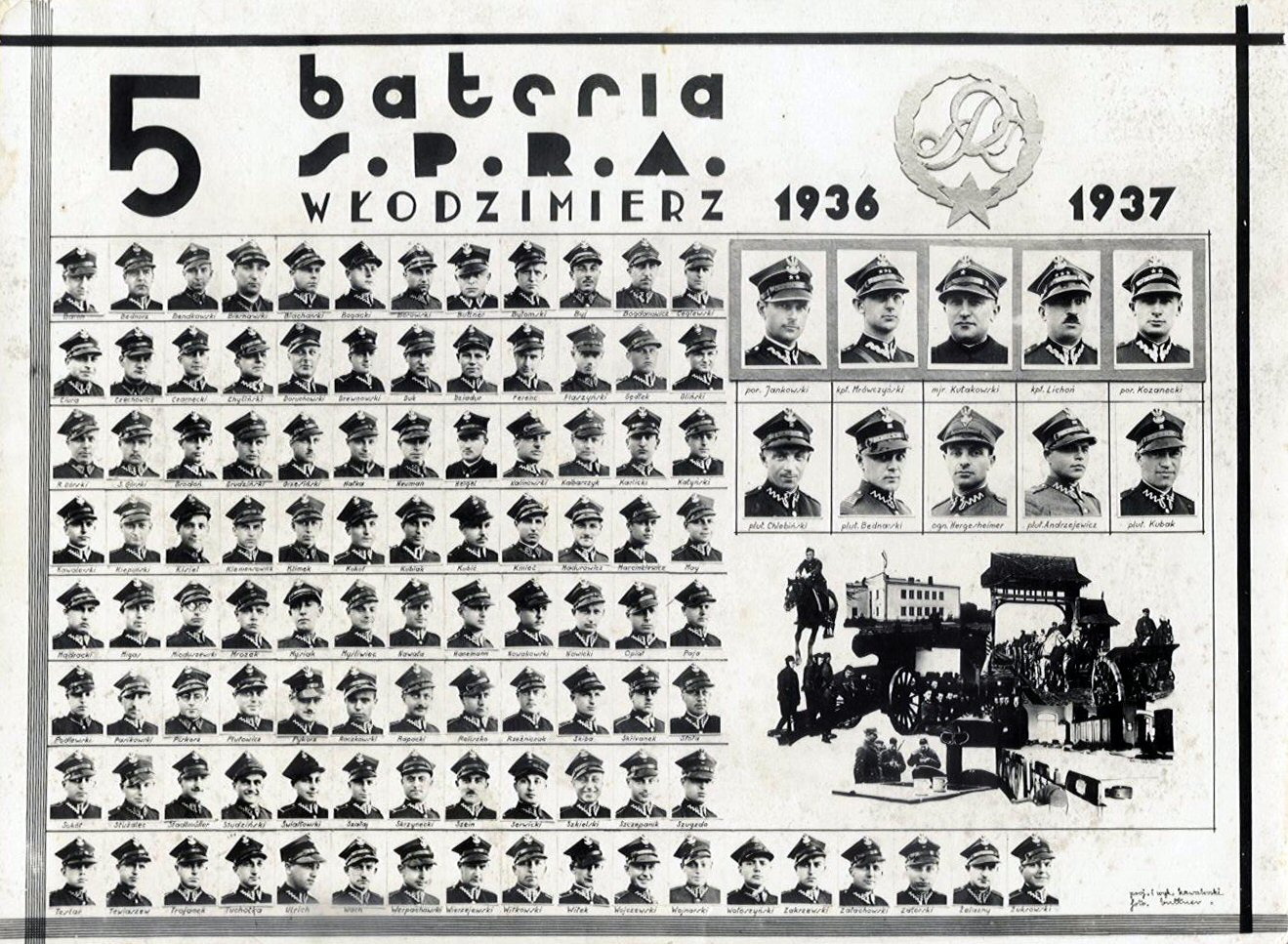
5 bateria 1936/37 Włodzimierz Wołyński

- - dowódca - mjr Mieczysław Kułakowski
  - oficerowie:
    - kpt.Aleksander Lichoń
    - kpt.Mrówczynski
    - por.Jankowski
    - por.Kozanecki

  - podoficerowie-instruktorzy:
    - plut.Stanisław Andrzejewicz
    - plut.Bednarski
    - plut.Chlebiński
    - plut.Kubak

  - szef baterii-st.ogn.Hergesheimer

tytuł podchorążego uzyskało 101 absolwentów:

- Baran
- Bednorz
- Bendkowski
- Biernawski
- Blacharski
- Bogucki
- Borowski
- Buttner
- Tadeusz Byj
- Bogdanowicz
- Ceglewski
- Ciura
- Czechowicz
- Stefan Czarniecki
- Tadeusz Chyliński-konstr.samolotów RWD
- Doruchowski
- Jerzy Drewnowski
- Duk
- Dziadur
- Ferenc
- Jan Flaszyński
- Gędłek
- Glinski
- Roman Górski
- Górski S.
- Grodoń August
- Gustaw Herling-Grudziński
- Grzesiński
- Halka
- Neuman
- Jarosław Heigel
- Zygmunt Kalinowski
- Kalbarczyk
- Karlicki
- Katyński
- Adam Kawalerski
- Władysław Kiepurski
- Stanisław Kisiel
- Klemensowicz
- Sławomir Klimek
- Kokol
- Kubiak
- Kubić
- Kmieć
- Madurowicz
- Marcinkiewicz
- May
- Madradzki
- Migas
- Aleksander Mioduszewski
- Mrożek
- Mysiak
- Myśliwiec
- Nawała
- Edward Hanemann
- Stanisław Nowakowski
- Nowicki
- Antoni Opiat
- Edward Paja
- Roman Padlewski-kompozytor, skrzypek, dyrygent
- Pasikowski
- Czeslaw Piskorz
- Mirosław Plutowicz
- Pykorz
- Raczkowski
- Rapacki
- Reliszko
- Mirosław Rzeźniczek
- Skiba
- Jan Skrivanek
- Edward Słota
- Henryk K. Sokół
- Stanisław Służalec
- Artur Stadtmüller
- Stefan Studziński
- Światłowski
- Szałaj
- Skrzynecki
- Mirosław Szein
- Serwicki
- Szkielski
- Edward Szczepanik-premier rządu na uchodźstwie
- Kazimierz Szugzdo
- Krzysztof Teslar
- Tewiaszew
- Trojanek
- Janusz Tuchołka
- Urlich
- Jerzy Wach
- Stanisław Werpachowski
- Edmund Wierzejewski
- Jan Witkowski
- Jan Witek
- Wojczewski
- Jan Wojnarski
- Wołoszyński
- Przemysław Zakrzewski
- Zalechowski
- Zatorski
- Żelazny
- Wojciech Żukrowski - pisarz

## XIII Kurs (1938–1939)
Wykaz absolwentów XIII Kursu w latach 1938-1939.
Oficerowie i podoficerowie 9 baterii
1. dowódca baterii - kpt. Stanisław Kraszewski (zamordowany w Katyniu)
2. dowódca plutonu - kpt. Tadeusz Jakub Naturalista (zamordowany w Katyniu)
3. oficer kulturalno-oświatowy - kpt. Jan Konopacki (zamordowany w Katyniu)
4. dowódca plutonu - por. Bolesław Woźniak
5. instruktor jazdy konnej - ogn. Józef Kowal
6. szef baterii - ogn. Stefan Molenda
7. instruktor - ogn. Stanisław Szypuliński
8. instruktor - plut. Józef Szawracki

Podchorążowie (w nawiasach podano przydziały po ukończeniu szkoły):

1. kpr. pchor. Stanisław Anielewicz (2 dak)
2. kpr. pchor. Stanisław Aniserwicz (1 dak)
3. plut. pchor. Stanisław Bałłaban (11 pal)
4. plut. pchor. Józef Bednarski (7 dak)
5. plut. pchor. Budzianowski
6. plut. pchor. Buś
7. plut. pchor. Chmiełowicz
8. plut. pchor. Chmielowski
9. plut. pchor. Antoni Chocianowicz
10. plut. pchor. Tadeusz Cybichowski (17 pal)
11. plut. pchor. Jan Cymerys
12. kpr. pchor. Antoni Maria Stanisław Czartoryski (6 dak)
13. bomb. pchor. Leonard Czerwiński (5 dak)
14. bomb. pchor. Czupryński
15. kpr. pchor. Wacław Dąbrowski (2 dak)
16. kpr. pchor. Andrzej Dębicki (5 dak)
17. kpr. pchor. Długopolski
18. kpr. pchor. Dziulak
19. kpr. pchor. Tadeusz Dyżewski (4 pal)
20. kpr. pchor. Henryk Ebinger (24 pal)
21. kpr. pchor. Eugeniusz Figuła (9 dak)
22. kpr. pchor. Czesław Filipowicz (2 dak)
23. kpr. pchor. Wiesław Gadomski
24. kpr. pchor. Julian Gajewski
25. kpr. pchor. Józef Gębicki
26. kpr. pchor. Adam Ginter
27. kpr. pchor. Gorczyński
28. kpr. pchor. Günther
29. plut. pchor. Stanisław Gwiaździński (16 pal)
30. plut. pchor. Janusz Hajnowski (4 pal)
31. plut. pchor. Zygmunt Hoffman
32. plut. pchor. Jarosz
33. bomb. pchor. Stanisław Kazimierz Stefan Jarycki (2 dak)
34. bomb. pchor. Piotr Kaczor
35. bomb. pchor. Władysław Kaliniewicz
36. bomb. pchor. Kalinkiewicz
37. bomb. pchor. Kępiński
38. bomb. pchor. Konopnicki (relegowany ze szkoły)
39. kpr. pchor. Jan Kopp (1 pam)
40. plut. pchor. Tomasz Komornicki (7 dak)
41. bomb. pchor. Zygmunt Kopeć (1 dak)
42. bomb. pchor. Kazimierz Kosztirko
43. kpr. pchor. Stanisław Koterba (9 dak)
44. kpr. pchor. Andrzej Kotula
45. kpr. pchor. Antoni Krystosiak
46. plut. pchor. Maciej Krzyżewski (1 dak)
47. bomb. pchor. Józef Kulesza (26 pal)
48. kpr. pchor. Włodzimierz Kuzak (5 dak)
49. kpr. pchor. Stanisław Liwicki
50. kpr. pchor. Józef Lis
51. bomb. pchor. Józef Lomski (2 dak)
52. bomb. pchor. Stanisław Majewski
53. kpr. pchor. Aleksander Malec (24 pal)
54. kpr. pchor. Marzec
55. kpr. pchor. Adam Medwecki
56. kpr. pchor. Jerzy Meinhardt
57. kpr. pchor. Ryszard Miduch
58. kpr. pchor. Mikołajtes
59. kpr. pchor. Milko
60. kpr. pchor. Edward Mizeracki
61. plut.pchor. Zbigniew Morawski (4 pal)
62. plut. pchor. Motylewski
63. plut. pchor. Nierychło
64. plut. pchor. Józef Nowak
65. plut. pchor. Joachim Ochojski
66. plut. pchor. Okoński
67. plut. pchor. Maciej Opolski
68. plut. pchor. Jan Ostrowski (9 dak)
69. plut. pchor. Jerzy Orzechowski
70. plut. pchor. Edmund Pacholski (7 dak)
71. kpr. pchor. Tadeusz Palmowski (16 pal)
72. kpr. pchor. Eugeniusz Paszkowski
73. kpr. pchor. Perzyński
74. kpr. pchor. Tadeusz Podgórski
75. kpr. pchor. Pokorowski
76. kpr. pchor. Eugeniusz Polak
77. kpr. pchor. Zbigniew Porczyński (4 pal)
78. bomb. pchor. Stanisław Pretorius (5 dak)
79. kpr. pchor. Kazimierz Puławski (2 dak)
80. plut. pchor. Witold Reychman (9 dak)
81. plut. pchor. Jerzy Rząśnicki
82. plut. pchor. Marian Rzewuski
83. plut. pchor. Michał Sałdan
84. bomb. pchor. Jerzy Sapron (6 dak)
85. bomb. pchor. Eugeniusz Sawicki
86. kpr. pchor. Fryderyk Adam Schneikart (6 dak)
87. bomb. pchor. Mieczysław Sikorski (24 pal)
88. bomb. pchor. Siłkowski
89. bomb. pchor. Skaza
90. bomb. pchor. Skiba
91. bomb. pchor. Tadeusz Skrobecki
92. bomb. pchor. Smoczarski
93. bomb. pchor. Józef Sobik
94. bomb. pchor. Sobolewski
95. bomb. pchor. Sochacki
96. bomb. pchor. Sojka
97. bomb. pchor. Andrzej Stamirski (1 dak)
98. bomb. pchor. Stapf
99. bomb. pchor. Sulima
100. bomb. pchor. Jan Szczepański
101. bomb. pchor. Józef Szczublewski
102. plut. pchor. Zdzisław Szewczyk
103. kpr.pchor. Edward Szmaus (1 pam)
104. kpr. pchor. Aleksander Szulc
105. kpr. pchor. Szwed
106. kpr. pchor. Eugeniusz Szymczak
107. kpr. pchor. Ścibich
108. kpr. pchor. Śródka
109. kpr. pchor. Włodzimierz Targowski (1 dak)
110. kpr. pchor. Trzoska
111. kpr. pchor. Marian Wajdowicz
112. kpr. pchor. Zdzisław Walichiewicz
113. kpr. pchor. Waligórski
114. kpr. pchor. Czesław Waszczuk
115. plut. pchor. Tadeusz Wegener (21 pal)
116. plut. pchor. Witek
117. plut. pchor. Jan Witka
118. bomb. pchor. Bronisław Wlazło
119. plut.pchor. Stanisław Włodarczyk (1 pam)
120. kpr.pchor. Zdzisław Wójcicki
121. kpr. pchor. Ignacy Wójcik (8 pal)
122. kpr. pchor. Ferdynand Wronka
123. kpr. pchor. Wróblewski
124. kpr. pchor. Stefan Wysocki
125. kpr.pchor. Wojciech Zabłocki (1 pam)
126. kpr. pchor. Zacharczuk
127. kpr. pchor. Jerzy Zaremba
128. kpr. pchor. Andrzej Zieliński (9 dak)
129. kpr. pchor. Stanisław Zieliński (1 dak)
130. plut. pchor. Marian Józef Bobrowski (1 dak)